# Таланов Іона Миколайович
Тала́нов Іо́на (Іван) Микола́йович (рос. Таланов Иона Николаевич; ? — 1926) — російський та український актор німого кіно.
У кіно — з 1914 року. Працював у «Російській золотій серії» П. Тімана, «Кінострічці» і в Торговому домі «І. Ермольєв». У 1920-х роках — на Ялтинській кінофабриці ВУФКУ, потім — на «Севзапкіно» у Ленінграді.
Знімався в українських фільмах: «Німий страж» (1918), «Гріх і спокутування» (1919), «Остання ставка містера Енніока», «Привид блукає Європою», «Отаман Хміль» (1923), «Слюсар і канцлер», «Поміщик», «Хазяїн чорних скель» (1924) та ін.

## Фільмографія
- 1914 : Арена помсти
- 1914 : Живий манекен
- 1915 : Кар'єра Боба
- 1915 : Кривавий схід
- 1915 : Наташа Проскурова
- 1915 : Не скажи «гоп», поки не перескочиш
- 1915 : Петербурзькі нетрі
- 1915 : Проведемте, друзі, цю ніч веселіше
- 1915 : Таємниця нижегородського ярмарку
- 1917 : Справа Болотіної
- 1917 : Догора, моя лучина…
- 1917 : Жінка-вампір — лікар
- 1917 : Кабачок смерті — Джеко, коханець Ванди
- 1917 : Кривава слава — візниця
- 1917 : Куліси екрану
- 1917 : Отець Сергій — купець
- 1917-1918 : Світлична Дженні — Франсуа, камердинер
- 1918 : Його злочин — Шармон, ювелір
- 1918 : Законів усіх сильніше
- 1918 : Крихітка Еллі — лікар
- 1918 : Німий страж
- 1918 : Людина біля ґрат — лікар
- 1918 : Чорна зграя
- 1918 : Я буду там… — слуга
- 1919 : Гріх і спокутування
- 1919 : Життя — Батьківщині, честь — нікому
- 1919 : Люди гинуть за метал — мільйонер Горностаєв
- 1919 : Павутина — Віктор Петрович Грузинський, колишній професор
- 1919 : Правда — чоловік
- 1919 : Фатальний гість — Міхо, брат князя
- 1919 : Страх
- 1919 : Таємниця королеви, голова державної ради
- 1920 : Дитя чужого — граф Сергій Володарський
- 1922 : Привид блукає Європою — камергер
- 1923 : Дипломатична таємниця — Мірза Ахмед-Хан
- 1923 : Поміщик — Кашкарєв, поміщик
- 1923 : Остання ставка містера Енніока — містер Енніок, фабрикант
- 1923 : Отаман Хміль — Вонський, управитель
- 1923 : Хазяїн чорних скель — панотець Дікей, настоятель монастиря
- 1924 : Біднякові про запас — кулаку у бік — Парамонов, куркуль
- 1924 : Кінець роду Луніч — Цвібуш, батько Ільки
- 1924 : Прості серця
- 1924 : Руки геть! — Арлозоров, представник міжнародної промислової компанії
- 1924 : Слюсар і канцлер — Беренберг, генерал-ад'ютант
- 1924 : Каплиця святого Іоанна — Дубасов, управитель Хрущова
- 1925 : Мінарет смерті — Шахрух-бек, син еміра
- 1925 : На життя і на смерть — директор заводу
- 1925 : Наполеон-газ — воєнний міністр
- 1925 : Півні — диякон Гормоній
- 1925 : Степан Халтурін — губернатор
- 1926 : Волзькі бунтівники — Яснитський, справник